# 伊波伊河

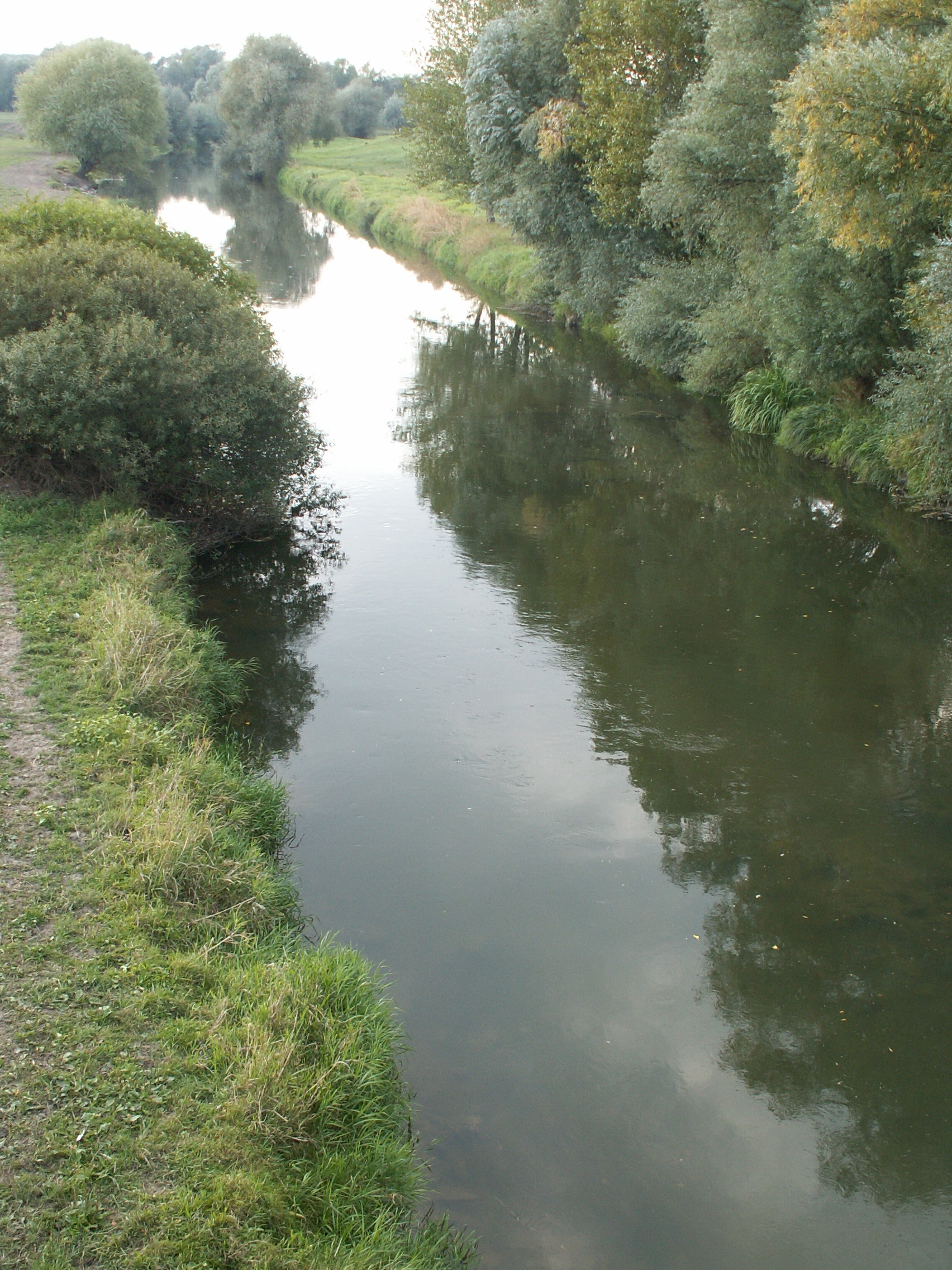

伊波伊河是東歐的河流，流經斯洛伐克和匈牙利，河道全長232公里，流域面積5,151平方公里，流量每秒21立方米，最終在艾斯特根附近注入多瑙河。
47°49′06″N 18°50′55″E / 47.8182°N 18.8485°E